# 霍夫斯特拉大学
霍夫斯特拉大学（英語：Hofstra University）是一所位于美国纽约州亨普斯特德鎮的私立大学，在纽约市东边7英里（11）的地方。

## 历史
其建校于1935年，最早是纽约大学的分校，全名为“纽约大学位于纽约州长岛亨普斯特德的霍夫斯特拉纪念拿骚学院”；1937年学校从纽约大学独立，改名为“霍夫斯特拉学院”；1963年，取得大学资格。该校现有10个学院，包括医学院和法学院。《美国新闻与世界报道》将该校评为全美第134名。